# Scopelengys tristis
Scopelengys tristis és una espècie de peix pertanyent a la família dels neoscopèlids.

## Descripció
- Pot arribar a fer 20 cm de llargària màxima.
- És marró amb la boca i el ventre més foscos.
- 11-13 radis tous a l'aleta dorsal i 12-14 a l'anal.
- Absència d'òrgans lluminosos i de bufeta natatòria.[6][7][8][9]

## Reproducció
Assoleix la maduresa sexual a partir dels 15,2 cm de longitud. És ovípar amb larves planctòniques.

## Alimentació
Menja principalment crustacis petits.

## Hàbitat
És un peix marí, oceanòdrom i batipelàgic que viu entre 400 i 1.830 m de fondària (els adults, en general, es troben per sota dels 1.000 m de fondària i els joves entre els 500-800) i entre les latituds 35°N-35°S. No fa migracions verticals.

## Distribució geogràfica
Es troba a l'Índic occidental (6°N a 34°S i, probablement també, Somàlia), el Pacífic occidental, el Pacífic oriental (des del sud de Califòrnia fins a Xile), l'Atlàntic occidental (Veneçuela i les Guaianes), l'Atlàntic oriental (des del Marroc fins a Angola i amb un registre també a Sud-àfrica), el mar de la Xina Oriental i el mar de la Xina Meridional.

## Observacions
És inofensiu per als humans.